# Грозівська сільська рада
Грозівська сільська рада — орган місцевого самоврядування у Старосамбірському районі Львівської області. Адміністративний центр — село Грозьово.

## Загальні відомості
Грозівська сільська рада утворена в 1930 році. Водоймища на території, підпорядкованій даній раді: річка Мшанка.

## Населені пункти
Сільській раді підпорядковані населені пункти:
- с. Грозьово
- с. Виців

## Склад ради
Рада складається з 16 депутатів та голови.

### Керівний склад попередніх скликань
| ПІБ                     | Основні відомості                                                                              | Дата обрання | Дата звільнення |
| ----------------------- | ---------------------------------------------------------------------------------------------- | ------------ | --------------- |
| Оліщак Іван Іванович    | Сільський голова, 1953 року народження, освіта середня спеціальна                              | 26.03.2006   | 31.10.2010      |
| Оліщак Іван Іванович    | Сільський голова, 1953 року народження, освіта середня спеціальна, член Народного Руху України | 31.10.2010   | 18.03.2012      |
| Поліжак Федор Кирилович | Сільський голова, 1959 року народження, освіта незакінчена середня, безпартійний               | 18.03.2012   |                 |

Примітка: таблиця складена за даними джерела